# 城巴A12線
城巴A12線是香港一條來往小西灣（藍灣半島）及機場的巴士路線。開辦後一直是全港全程收費最貴的巴士路線，至2006年3月26日A10線開辦，才以當時$48的全程收費打破其紀錄。
本線另設深宵路線NA12，來往杏花邨及港珠澳大橋香港口岸，是香港境內收費最貴的兩條專營巴士路線之一（另一條為NA10）。

## 簡介及歷史
A12線於1998年7月6日隨香港國際機場啟用而投入服務，當時來往西灣河碼頭及機場，成為西隧首條來往炮台山至西灣河一帶的專利過海巴士路線，以及鰂魚涌至西灣河一帶首條來往新界區的全日專利過海巴士路線。當時柴灣及小西灣並沒有巴士路線來往機場，城巴便於同年12月20日把本線延長至柴灣（東），成為柴灣和小西灣首條西隧專利過海巴士路線以及該區首條來往新界區的全日專利過海巴士路線，及後再於2000年11月6日改經柴灣道「長命斜」，同日起增設P12線（已於2005年4月25日取消），途經杏花邨和機場後勤區。
由於本路線不斷改動和延長，導致全程行車時間達兩小時，而且中環及灣仔告士打道一帶經常塞車，令行車時間極不穩定，前往機場乘飛機的乘客，為免錯過航班，都寧願乘坐車資昂貴，但較快捷和班次穩定的港鐵機場快綫前往機場，引致乘客不斷流失。因此城巴在2001年4月2日重組A11及A12線，A12線往機場方向改為到北角糖水道和英皇道交界後上東區走廊，不經灣仔、銅鑼灣和炮台山，以節省行車時間，希望提升乘客量，而前往小西灣方向也不經銅鑼灣和炮台山，亦因此成為西隧首條途經東區走廊的全日專利過海巴士路線。2001年7月22日，由於藍灣半島巴士總站啟用，A12線的總站遷往該處。
在2002年1月27日起，A12線來回程都繞經西營盤嘉安街和水街一帶，原意是希望方便及吸引該區的乘客乘坐A12，卻意外地成為了該區居民來往西環和東區北角以東的區域的主要路線（在新巴18X線開辦前西區到東區的巴士路線最遠只到達北角健康中街，路線為新巴18/18P線），但只方便往東區方向的乘客，因為回程不設分段收費，乘客需繳付全程收費45元。城巴在2004年5月31日重組東區巴士線，增加了A12和788的八達通轉乘計劃。這次的改動令往來機場和柴灣／小西灣，柴灣／小西灣的乘客不必坐全程1個半到兩小時的車程。令到行李不多的乘客改坐780/788來往中環坐A11/A12。因為在中環／機場可以上A11/A12，令到乘客可以省下時間。來往機場和柴灣／小西灣，不塞車只需70-75分鐘。城巴更在2009年1月5日起，逢星期一至五（公眾假期除外）08:25，加設早上由嘉安街開往小西灣的特別班次，預留足夠座位予從嘉安街出發的乘客。
為配合昂船洲大橋於2009年12月20日通車，本路線由2010年1月31日起，來回程改經昂船洲大橋及南灣隧道，不經長青公路、長青隧道及青葵公路，成為首批行經昂船洲大橋的專利巴士路線之一；不過現時車長會因應封路措施（例如青嶼幹線往青衣方向上層封閉、限制整體高度超過1.6米的車輛使用昂船洲大橋等）取道長青公路、長青隧道及青葵公路往來機場。
由2012年12月19日起，原於A10線及A29線提供的網上版「城巴機場快線抵站時間查詢服務」，擴展至所有城巴機場快線（包括本線），方便乘客查詢巴士預計到達時間，該服務可兼容智能手機或平板電腦等裝置。
城巴新巴鑑於來往西區及東區的需求甚高，在2012-2013年度巴士路線發展計劃中提出開辦新巴18X線來往堅尼地城及筲箕灣，最終該線於2013年7月14日成功開辦。
2014年9月28日，香港發生爭取真普選的大型示威活動，大批市民堵塞金鐘干諾道，A12線需要停止使用西區海底隧道，一度改為到北角糖水道和英皇道交界上東區走廊後，經紅磡海底隧道往九龍，以不停站方式駛經油麻地和佐敦，再經西九龍新發展區返回三號幹線。改道安排之后改經金鐘道及皇后大道中前往西環，直至12月11日金鐘佔領行動結束才恢復原有路線。
2015年3月2日起，因應港鐵港島綫西延通車（可於香港大學站乘搭港島線往鰂魚涌至柴灣各站），加上新巴18X線已投入服務，而取消早上嘉安街開出之特別班次，城巴機場快線「A線」設有常規班次不經機場的神話不再。
2017年6月29日起，本線在長假期之特別班次（05:00由小西灣開出）將由NA12線取代。
由2017年9月1日起，NA12線延長試辦期至10月9日止。
由2017年12月16日起，NA12線繞經柴灣站，並不經國泰城，並提早由04:50開出，營辦期至2018年2月23日止。
由2018年9月3日起，NA12線提升至恆常服務。
2018年10月25日起：NA12線總站延長至港珠澳大橋香港口岸。
2019年1月20日起：為配合林士街天橋東行落橋位於同日封閉，往小西灣在林士街天橋後，改經民寶街、耀星街、龍和道、分域碼頭街及夏愨道返回原有路線，沿途巴士站維持不變。
2019年6月1日起：NA12線改為04:45由杏花邨開出直往小西灣，但不停柴灣站，原本試行兩個月，但其後再獲延長至2020年2月29日。
2019年11月29日：取消「機場（2號客運大樓）」巴士站。
2020年3月9日：因應疫情引致客量下降，A12減至30分鐘一班車，而星期一至五繁忙時間經民航處總部及國泰城之特別班次由三班減至兩班。
- 隨後於2020年4月1日起，A12縮減服務時間及減至1小時一班車，而星期一至五繁忙時間經民航處總部及國泰城之特別班次由兩班減至一班；NA12則暫停服務[9]，同年4月22日起，此線介乎08:45至14:45期間不設機場開出往小西灣班次[10]。12月28日和2021年1月11日起更分別進一步縮減服務時間。[11][12]2021年7月21日：受新型冠狀病毒肺炎疫情影響，取消06:45及20:45由機場開出的班次。[13]2021年8月4日：小西灣開出7:30班次，提早15分鐘開出。[14]

2023年2月13日：A12來回方向改經中環及灣仔繞道，往機場方向取消干諾道中「皇后像廣場」及「砵典乍街」站，往小西灣方向取消告士打道「香港演藝學院」及「入境事務大樓」站，並回復每天全日服務。
2023年9月23日：A12來回方向繞經港珠澳大橋香港口岸，並回復由小西灣開出尾班車至22:30。
2023年10月21日：NA12永久改為杏花邨開出。
2024年7月21日：A12往港島首班車及平日途經國泰城以外之班次不再途經西環。
2025年2月4日：NA12增至兩班，開出時間為04:30、04:50。
2025年4月1日：NA12調整開出時間為04:30及05:00。
2025年7月14日：NA12線試行新增04:00由杏花邨開出之班次，並增設由港珠澳大橋香港口岸往杏花邨之服務，直至同年9月1日。

## 服務時間
A12
| 小西灣（藍灣半島）開 | 小西灣（藍灣半島）開 | 小西灣（藍灣半島）開 | 機場（地面運輸中心）開 | 機場（地面運輸中心）開 | 機場（地面運輸中心）開 |
| 日期                 | 服務時間             | 班次（分鐘）         | 日期                   | 服務時間               | 班次（分鐘）           |
| -------------------- | -------------------- | -------------------- | ---------------------- | ---------------------- | ---------------------- |
| 星期一至五           | 05:30-06:30          | 15                   | 星期一至五             | 06:00-10:00            | 60                     |
| 星期一至五           | 06:50-07:30          | 20                   | 星期一至五             | 10:45                  | 10:45                  |
| 星期一至五           | 07:50-13:50          | 20                   | 星期一至五             | 11:15-16:45            | 30                     |
| 星期一至五           | 14:15                | 14:15                | 星期一至五             | 17:15-17:55            | 20                     |
| 星期一至五           | 14:45-18:45          | 30                   | 星期一至五             | 18:15-23:15            | 20                     |
| 星期一至五           | 18:45-22:30          | 45                   | 星期一至五             | 23:45、00:10           | 23:45、00:10           |
| 星期六、日及公眾假期 | 05:30-06:30          | 15                   | 星期六、日及公眾假期   | 06:00-09:00            | 60                     |
| 星期六、日及公眾假期 | 06:30-13:50          | 20                   | 星期六、日及公眾假期   | 09:45                  | 09:45                  |
| 星期六、日及公眾假期 | 14:15                | 14:15                | 星期六、日及公眾假期   | 10:15-16:15            | 30                     |
| 星期六、日及公眾假期 | 14:45-18:45          | 30                   | 星期六、日及公眾假期   | 16:15-23:15            | 20                     |
| 星期六、日及公眾假期 | 18:45-22:30          | 45                   | 星期六、日及公眾假期   | 23:45、00:10           | 23:45、00:10           |

註：
1. 藍字班次繞經西環、國泰城及民航處總部
2. 每日06:00由機場開出班次，將繞經西環。

NA12
- 港珠澳大橋香港口岸開：01:30
- 杏花邨開：04:00、04:30、05:00

## 收費
| 路線 | 全程收費                         | 分段收費 |
| ---- | -------------------------------- | --- |
| A12  | $47.1（機場員工優惠票價：$28.2） | - 均益大廈第二期往港珠澳大橋旅檢大樓：$41.9（只適用於特別班次） - 西區海底隧道巴士轉乘站往機場（地面運輸中心）：$34.6 - 青嶼幹線巴士轉乘站往機場（地面運輸中心）：$17.8 - 國泰城往港珠澳大橋旅檢大樓：$4.2 （只適用於特別班次） - 青嶼幹線巴士轉乘站往小西灣（藍灣半島）：$35.6 - 西區海底隧道巴士轉乘站往小西灣（藍灣半島）：$19.9 - 嘉安街往小西灣（藍灣半島）：$8.4（只適用於特別班次） - 琴行街往小西灣（藍灣半島）：$6.8 - 阿公岩道往小西灣（藍灣半島）：$6.3 |
| NA12 | $60.7（機場員工優惠票價：$40.7） | - 青嶼幹線巴士轉乘站往港珠澳大橋香港口岸：$41.9 - 嘉安街往杏花邨: $29.3 |

| - 本線設有12歲以下小童及65歲或以上長者半價優惠。 - 本線不設長者及殘疾人士每程$2.0的票價優惠；12至64歲殘疾人士如使用「殘疾人士身份」個人八達通，以及60至64歲香港居民使用「樂悠咭」繳付車資，會以全費計算。 - 乘客可以現金或八達通於上車時付款，不設找續。 - 每位成人乘客可免費攜帶最多兩名4歲以下而不佔座位的兒童乘客乘車，超額之4歲以下小童必須繳付小童車費乘車。 - 九龍巴士、城巴及龍運巴士全職員工及家屬（不包括外判職員）可免費乘搭本路線，惟必須拍職員或職員家屬八達通。 - 乘客亦可使用AlipayHK「易乘碼」、支付寶、 WeChatHK／微信支付「搭車碼」、銀聯雲閃付「乘車碼」及BOC Pay「乘車碼」、具有感應式支付功能的VISA、Mastercard及銀聯卡，以及Apple Pay、Google Pay及Samsung Pay流動支付平台繳付車資。使用此支付方式的乘客可享有中途下車之分段收費，以及與其他城巴獨營路線或聯營線城巴班次之轉乘優惠，惟不適用於與非城巴路線之轉乘優惠。使用此支付方式的乘客亦不能享有「公共交通費用補貼計劃」。 |

### 預售來回車票
本線另設有來回車票$70（成人）／$35（小童及長者），適用於兩程A10/A11/A12/A17/A26/A28/A29來往機場車程，有效期為3個月，車票不適用於NA12線。

### 八達通轉乘優惠
乘客登上本線後指定時間內以同一張八達通卡轉乘以下路線，或從以下路線登車後指定時間內以同一張八達通卡轉乘本線，次程可獲車資折扣優惠（優惠不適用於NA12線）：
A12←→城巴E線
- A12往機場 → E11/E11A、E21、E22/E22P/E22X或E22A往機場博覽館，次程車資全免，轉乘時限為120分鐘，於機場轉乘
- 於機場博覽館登上E11/E11A、E21、E22/E22P/E22X或E22A往市區 → A12往小西灣，回贈首程車資，轉乘時限為60分鐘，於機場（地面運輸中心）轉乘
- A12往小西灣 → E11/E11A、E21/E21X、E21A、E22/E22P/E22X、E22A/E22S或E23/E23A往市區，次程車資全免，轉乘時限為90分鐘，於青嶼幹線巴士轉乘站轉乘
- 於赤鱲角／東涌登上E11/E11A、E21/E21X、E21A、E22/E22P/E22X、E22A/E22S或E23/E23A往市區 → A12往小西灣，補付本線全程車費與第一程車費之間的差額，轉乘時限為90分鐘，於青嶼幹線巴士轉乘站轉乘
- A12往機場 → E21A、E22S或E23/E23A往東涌，次程車資全免，轉乘時限為120分鐘，於青嶼幹線巴士轉乘站轉乘

A12←→R8
- A12任何方向 → R8往迪士尼樂園，次程車資全免，轉乘時限為120分鐘
- R8往青嶼幹線巴士轉乘站 → A12往小西灣，次程可獲$2折扣優惠，轉乘時限為60分鐘
- R8往青嶼幹線巴士轉乘站 → A12往機場，次程可獲$1折扣優惠，轉乘時限為60分鐘

A12←→港島區路線，以下優惠不適用於西區海底隧道巴士轉乘站或以後乘搭本線往港島方向的乘客
- A12往小西灣 → 5B往摩星嶺，次程車資全免，轉乘時限為120分鐘
- 5B往銅鑼灣 → A12往機場，回贈首程車資，轉乘時限為60分鐘
- A12往小西灣 → 2、8、10、77或99往東區，次程車資全免，轉乘時限為120分鐘
- 2、8、10、77或99往南區或中西區 → A12往機場，回贈首程車資，轉乘時限為90分鐘（2、10、77及99號線則為60分鐘）

## 行車路線
A12
小西灣（藍灣半島）開經：小西灣道、柴灣道、環翠道、柴灣道、筲箕灣道、英皇道、康山道、英皇道、糖水道、東區走廊、中環及灣仔繞道、林士街天橋、干諾道西、嘉安街、德輔道西、水街、干諾道西、西區海底隧道、西九龍公路、青沙公路（昂船洲大橋、南灣隧道）、長青公路、青衣西北交匯處、青嶼幹線、北大嶼山公路、機場路、駿運路交匯處、觀景路、東岸路、機場路、暢航路、機場路、機場南交匯處、暢連路、航天城交匯處、東岸路、東耀路、支路、東耀路、東岸路、航天城交匯處、赤鱲角路、順暉路、順匯路、赤鱲角路、東榮路、機場路及暢連路。
- 斜體字之街道祇限途經西環、國泰城及民航處總部的班次駛經。

機場（地面運輸中心）開經：暢連路、機場南交匯處、暢連路、航天城交匯處、東岸路、東耀路、東輝路、東岸路、觀景路、駿明路、觀景路、駿運路交匯處、觀景路、東岸路、赤鱲角路、順暉路、順匯路、赤鱲角路、順朗路、北大嶼山公路、青嶼幹線、青衣西北交匯處、長青公路、青沙公路（南灣隧道、昂船洲大橋）、西九龍公路、西區海底隧道、干諾道西、德輔道西、水街、干諾道西、林士街天橋、中環及灣仔繞道、東區走廊、糖水道、渣華道、民康街、英皇道、筲箕灣道、柴灣道、環翠道、柴灣道及小西灣道。
- 斜體字之街道祇限途經西環、國泰城及民航處總部的班次駛經。

NA12
杏花邨開經：盛泰道、迴旋處、盛泰道、永泰道、柴灣道、新業街、小西灣道、小西灣（藍灣半島）公共運輸交匯處、小西灣道、柴灣道、環翠道、柴灣道、筲箕灣道、英皇道、康山道、英皇道、糖水道、東區走廊、維園道、告士打道、夏慤道、干諾道中、林士街天橋、干諾道西、嘉安街、德輔道西、水街、西區海底隧道、西九龍公路、青沙公路（昂船洲大橋、南灣隧道）、長青公路、青衣西北交匯處、青嶼幹線、北大嶼山公路、機場路、暢航路、機場路、機場南交匯處、暢連路、航天城交匯處、赤鱲角路、順暉路及順匯路。
港珠澳大橋香港口岸開經：順匯路、赤鱲角路、東榮路、機場路、暢連路、機場（地面運輸中心）巴士總站、暢連路、機場南交匯處、機場路、北大嶼山公路、青嶼幹線、青衣西北交匯處、長青公路、青沙公路（南灣隧道、昂船洲大橋）、西九龍公路、西區海底隧道、干諾道西、德輔道西、水街、干諾道西、干諾道中、民吉街、中環及灣仔繞道、東區走廊、糖水道、渣華道、民康街、英皇道、筲箕灣道、柴灣道、環翠道、柴灣道、小西灣道、小西灣（藍灣半島）公共運輸交匯處、小西灣道、新業街、柴灣道、永泰道、翠灣街、順泰道及盛泰道。
若青嶼幹線上層封閉或昂船洲大橋限制整體高度超過1.6米的車輛通過，則改經長青隧道、長青橋及青葵公路。

### 沿線車站
A12
| 小西灣（藍灣半島）開 | 小西灣（藍灣半島）開   | 小西灣（藍灣半島）開             | 機場（地面運輸中心）開 | 機場（地面運輸中心）開 | 機場（地面運輸中心）開           |
| 序號                 | 車站名稱               | 位置                             | 序號                   | 車站名稱               | 位置                             |
| -------------------- | ---------------------- | -------------------------------- | ---------------------- | ---------------------- | -------------------------------- |
| 1                    | 小西灣（藍灣半島）     | 小西灣（藍灣半島）公共運輸交匯處 | 1                      | 機場（地面運輸中心）   | 機場（地面運輸中心）巴士總站     |
| 2                    | 富景花園               | 小西灣道                         | ^                      | 民航處總部             | 東輝路                           |
| 3                    | 小西灣邨               | 小西灣道                         | ^                      | 國泰城                 | 駿明路                           |
| 4                    | 富城閣                 | 柴灣道                           | 2                      | 港珠澳大橋香港口岸     | 港珠澳大橋香港口岸公共運輸交匯處 |
| 5                    | 樂軒臺                 | 柴灣道                           | 3                      | 青嶼幹線巴士轉乘站     | 北大嶼山公路                     |
| 6                    | 環翠商場               | 柴灣道                           | 4                      | 西區海底隧道巴士轉乘站 | 西區海底隧道                     |
| 7                    | 環翠邨澤翠樓           | 環翠道                           | ^#                     | 嘉安街                 | 德輔道西                         |
| 8                    | 興華邨卓華樓           | 環翠道                           | ^#                     | 水街                   | 水街                             |
| 9                    | 興華邨豐興樓           | 環翠道                           | 5                      | 琴行街                 | 渣華道                           |
| 10                   | 興華邨裕興樓           | 柴灣道                           | 6                      | 電照街                 | 渣華道                           |
| 11                   | 興民邨                 | 柴灣道                           | 7                      | 健康村                 | 英皇道                           |
| 12                   | 山翠苑                 | 柴灣道                           | 8                      | 模範邨                 | 英皇道                           |
| 13                   | 筲箕灣官立中學         | 柴灣道                           | 9                      | 北角官立小學           | 英皇道                           |
| 14                   | 阿公岩道               | 柴灣道                           | 10                     | 新威園                 | 英皇道                           |
| 15                   | 南安里                 | 筲箕灣道                         | 11                     | 惠安苑                 | 英皇道                           |
| 16                   | 新成街                 | 筲箕灣道                         | 12                     | 太古城中心             | 英皇道                           |
| 17                   | 海晏街                 | 筲箕灣道                         | 13                     | 太安樓                 | 筲箕灣道                         |
| 18                   | 西灣河文娛中心         | 筲箕灣道                         | 14                     | 海晏街                 | 筲箕灣道                         |
| 19                   | 太祥街                 | 筲箕灣道                         | 15                     | 愛秩序灣道             | 筲箕灣道                         |
| 20                   | 康怡廣場               | 康山道                           | 16                     | 南康街                 | 筲箕灣道                         |
| 21                   | 寶峰園                 | 英皇道                           | 17                     | 阿公岩道               | 柴灣道                           |
| 22                   | 鰂魚涌街               | 英皇道                           | 18                     | 鯉魚門公園             | 柴灣道                           |
| 23                   | 太古坊                 | 英皇道                           | 19                     | 大潭道                 | 柴灣道                           |
| 24                   | 民新街                 | 英皇道                           | 20                     | 東區醫院               | 柴灣道                           |
| 25                   | 模範邨                 | 英皇道                           | 21                     | 高威閣                 | 柴灣道                           |
| 26                   | 健康村                 | 英皇道                           | 22                     | 康民街                 | 柴灣道                           |
| 27                   | 健威花園               | 英皇道                           | 23                     | 興華邨興翠樓           | 環翠道                           |
| 28                   | 琴行街                 | 英皇道                           | 24                     | 興華邨卓華樓           | 環翠道                           |
| ^                    | 均益大廈第二期         | 德輔道西                         | 25                     | 青年廣場               | 環翠道                           |
| ^                    | 水街                   | 水街                             | 26                     | 怡泰街                 | 柴灣道                           |
| 29                   | 西區海底隧道巴士轉乘站 | 西區海底隧道                     | 27                     | 漁灣邨                 | 柴灣道                           |
| 30                   | 青嶼幹線巴士轉乘站     | 北大嶼山公路                     | 28                     | 常安街                 | 柴灣道                           |
| ^                    | 國泰城                 | 觀景路                           | 29                     | 富欣花園               | 小西灣道                         |
| 31                   | 機場（1號客運大樓）    | 暢航路                           | 30                     | 富怡花園               | 小西灣道                         |
| ^                    | 民航處總部             | 東耀路                           | 31                     | 富景花園               | 小西灣道                         |
| 32                   | 港珠澳大橋旅檢大樓     | 順暉路                           | 32                     | 小西灣（藍灣半島）     | 小西灣（藍灣半島）公共運輸交匯處 |
| 33*                  | 機場（地面運輸中心）   | 機場（地面運輸中心）巴士總站     |                        |                        |                                  |

註

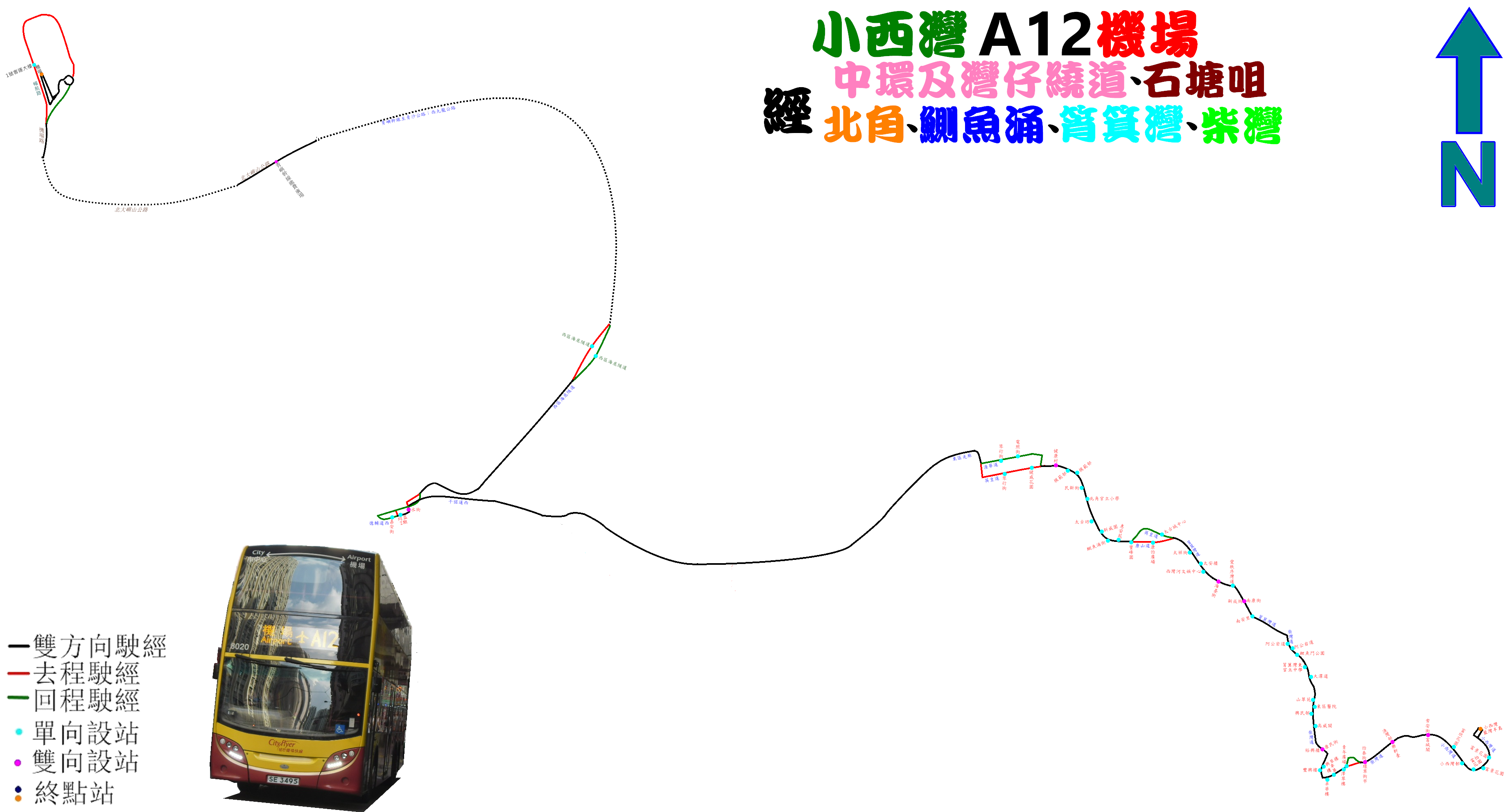
此線的走線圖

1. 途經西環、國泰城及民航處總部的班次加停有 ^ 號之車站，並不停有 * 號之車站
2. 有#號之車站祇限每日06:00由機場開出班次使用

NA12
| 杏花邨開 | 杏花邨開               | 杏花邨開                         | 港珠澳大橋香港口岸開 | 港珠澳大橋香港口岸開   | 港珠澳大橋香港口岸開             |
| 序號     | 車站名稱               | 位置                             | 序號                 | 車站名稱               | 位置                             |
| -------- | ---------------------- | -------------------------------- | -------------------- | ---------------------- | -------------------------------- |
| 1        | 杏花邨                 | 杏花邨公共運輸交匯處             | 1                    | 港珠澳大橋香港口岸     | 港珠澳大橋香港口岸公共運輸交匯處 |
| 2        | 小西灣（藍灣半島）     | 小西灣（藍灣半島）公共運輸交匯處 | 2                    | 機場（地面運輸中心）   | 機場（地面運輸中心）巴士總站     |
| 3        | 富景花園               | 小西灣道                         | 3                    | 青嶼幹線巴士轉乘站     | 北大嶼山公路                     |
| 4        | 小西灣邨               | 小西灣道                         | 4                    | 西區海底隧道巴士轉乘站 | 西區海底隧道                     |
| 5        | 富城閣                 | 柴灣道                           | 5                    | 嘉安街                 | 德輔道西                         |
| 6        | 樂軒臺                 | 柴灣道                           | 6                    | 水街                   | 水街                             |
| 7        | 環翠商場               | 柴灣道                           | 7                    | 港澳碼頭               | 干諾道中                         |
| 8        | 環翠邨澤翠樓           | 環翠道                           | 8                    | 琴行街                 | 渣華道                           |
| 9        | 興華邨卓華樓           | 環翠道                           | 9                    | 電照街                 | 渣華道                           |
| 10       | 興華邨豐興樓           | 環翠道                           | 10                   | 健康村                 | 英皇道                           |
| 11       | 興華邨裕興樓           | 柴灣道                           | 11                   | 模範邨                 | 英皇道                           |
| 12       | 興民邨                 | 柴灣道                           | 12                   | 北角官立小學           | 英皇道                           |
| 13       | 山翠苑                 | 柴灣道                           | 13                   | 新威園                 | 英皇道                           |
| 14       | 筲箕灣官立中學         | 柴灣道                           | 14                   | 惠安苑                 | 英皇道                           |
| 15       | 阿公岩道               | 柴灣道                           | 15                   | 太古城中心             | 英皇道                           |
| 16       | 南安里                 | 筲箕灣道                         | 16                   | 太安樓                 | 筲箕灣道                         |
| 17       | 新成街                 | 筲箕灣道                         | 17                   | 海晏街                 | 筲箕灣道                         |
| 18       | 海晏街                 | 筲箕灣道                         | 18                   | 愛秩序灣道             | 筲箕灣道                         |
| 19       | 西灣河文娛中心         | 筲箕灣道                         | 19                   | 南康街                 | 筲箕灣道                         |
| 20       | 太祥街                 | 筲箕灣道                         | 20                   | 阿公岩道               | 柴灣道                           |
| 21       | 康怡廣場               | 康山道                           | 21                   | 鯉魚門公園             | 柴灣道                           |
| 22       | 寶峰園                 | 英皇道                           | 22                   | 大潭道                 | 柴灣道                           |
| 23       | 鰂魚涌街               | 英皇道                           | 23                   | 東區醫院               | 柴灣道                           |
| 24       | 太古坊                 | 英皇道                           | 24                   | 高威閣                 | 柴灣道                           |
| 25       | 民新街                 | 英皇道                           | 25                   | 康民街                 | 柴灣道                           |
| 26       | 模範邨                 | 英皇道                           | 26                   | 興華邨興翠樓           | 環翠道                           |
| 27       | 健康村                 | 英皇道                           | 27                   | 興華邨卓華樓           | 環翠道                           |
| 28       | 健威花園               | 英皇道                           | 28                   | 青年廣場               | 環翠道                           |
| 29       | 琴行街                 | 英皇道                           | 29                   | 怡泰街                 | 柴灣道                           |
| 30       | 皇后像廣場             | 干諾道中                         | 30                   | 漁灣邨                 | 柴灣道                           |
| 31       | 砵典乍街               | 干諾道中                         | 31                   | 常安街                 | 柴灣道                           |
| 32       | 均益大廈第二期         | 德輔道西                         | 32                   | 富欣花園               | 小西灣道                         |
| 33       | 水街                   | 水街                             | 33                   | 富怡花園               | 小西灣道                         |
| 34       | 西區海底隧道巴士轉乘站 | 西區海底隧道                     | 34                   | 富景花園               | 小西灣道                         |
| 35       | 青嶼幹線巴士轉乘站     | 北大嶼山公路                     | 35                   | 小西灣（藍灣半島）     | 小西灣（藍灣半島）公共運輸交匯處 |
| 36       | 機場（1號客運大樓）    | 暢航路                           | 36                   | 翠灣邨                 | 永泰道                           |
| 37       | 港珠澳大橋旅檢大樓     | 順暉路                           | 37                   | 杏花邨                 | 杏花邨公共運輸交匯處             |
| 38       | 港珠澳大橋香港口岸     | 港珠澳大橋香港口岸公共運輸交匯處 |                      |                        |                                  |

## 使用情況
本線除了提供來往機場的服務外，亦提供由西隧及西環前往東區的巴士服務，所以本線東行的一大客源來自該區前往東區的乘客。
另外，本線港島行車時間冗長，東區除杏花邨外全部均有行經，之前更須繞經西環及行經灣仔北一帶，導致從東區出發動輒需要逾40分鐘才進入西隧，反之回程亦然；因此城巴亦增設了此路線或A11線與特快路線720、720A、722、780及788的八達通轉乘優惠（免費轉乘或補差價優惠，兩程共$47.1，與此路線全程收費相同），以節省來往東區的時間，運輸署亦因此先於2020年建議本線改經全段中環及灣仔繞道，於2023年2月13日實施。隨後於2024-2025年度巴士路線計劃中更建議除每天06:50由機場開出前往小西灣方向的班次，以及逢星期一至五繞經國泰城及民航處總部之特別班次外，其餘班次來回方向不再繞經西環，最終於2024年7月21日起實施。據城巴透露，本線東區乘客量因此提升了10%。

## 外部連結
- 新巴／城巴官方路線資料 A12線一般班次 （页面存档备份，存于） A12線特別班次（經機場客運大樓） （页面存档备份，存于）

NA12線
- 城巴A12線介紹－681巴士總站 （页面存档备份，存于）
- 城巴NA12線介紹－681巴士總站 （页面存档备份，存于）